# Lijst van verzorgingsplaatsen langs Nederlandse auto(snel)wegen
Dit is een lijst met verzorgingsplaatsen langs Nederlandse autosnelwegen en autowegen.
Huidige verzorgingsplaatsen aan de:

A1 -
A2/N2 -
A4 -
A6 -
A7/N7 -
A8 -
A9/N9 -
A12 -
A13 -
A15 -
A16 -
A17 -
A18/N18 -
A20 -
A27 -
A28 -
A29 -
A30 -
A31/N31 -
A32/N32 -
N33 -
A37 -
A44/N44 -
A50/N50 -
A58 -
A59/N59 -
A67 -
A73 -
A76 -
A200/N200 -
N208 -
A270/N270 -
A325/N325 -
A348/N348

Voormalige verzorgingsplaatsen

## Huidige verzorgingsplaatsen

### A1(Amsterdam-Osnabrück)
Verzorgingsplaatsen langs Rijksweg 1 (A1) zijn:
- Honswijck
- Hackelaar
- Ronduit
- Bastion
- De Slaag
- Neerduist
- De Middelaar
- Uilengoor
- Palmpol
- Aanschoten
- Tolnegen
- De Strubben
- Lucasgat
- De Hucht
- Bruggelen
- De Paal
- Vundelaar
- Boermark
- De Hop
- Bolder
- Struik
- Het Lonnekermeer
- Het Veelsveld
- De Poppe

### A2/N2(Amsterdam-Luik)
Verzorgingsplaatsen langs Rijksweg 2 (A2/N2) zijn:
- Ruwiel
- Haarrijn
- IJsselstein
- Jutphaas
- Bisde
- Lingehorst
- De Lucht
- Velder
- Ooiendonk
- 't Haasje
- Groote Bleek
- Roevenpeel
- Meiberg
- Ellerbrug
- Bosserhof
- Het Anker
- Swentibold
- Vossedal
- Kruisberg
- Meerssen
- Knuvelkes
- Patiel

### A4(Amsterdam-Antwerpen)
Verzorgingsplaatsen langs Rijksweg 4 (A4) zijn:
- Den Ruygen Hoek
- Frontera
- Aurora
- Bospoort
- Peulwijk

### A6(Muiderberg-Joure)
Verzorgingsplaatsen langs Rijksweg 6 (A6) zijn:
- Lepelaar
- Aalscholver
- Rivierduin
- Oeverwal
- De Abt
- Han Stijkel
- Wellerzand
- Lemsterhop
- De Lanen
- De Wiel

### A7/N7(Zaandam-Bad Nieuweschans)
Verzorgingsplaatsen langs Rijksweg 7 (A7/N7) zijn:
- Middelsloot
- Kruisoord
- De Koggen
- Broerdijk
- De Horn
- Hoge Kwel
- De Wierde
- Den Oever
- Monument
- Breezanddijk
- Hayum
- Wildinghe
- Laerd
- Bloksloot
- De Horne
- De Wâlden
- De Vonken
- Mienscheer
- Oude Riet
- Dikke Linde
- Veenborg
- Meedenertol
- Roode Til
- Bunderneuland
- Poort van Groningen

### A8(Amsterdam-Assendelft)
Verzorgingsplaatsen langs Rijksweg 8 (A8) zijn:
- De Watering
- Zaandam

### A9/N9(Diemen-De Kooy)
Verzorgingsplaatsen langs Rijksweg 9 (A9/N9) zijn:
- Twaalfmaat
- Akermaat

### A12(Den Haag-Oberhausen)
Verzorgingsplaatsen langs Rijksweg 12 (A12) zijn:
- Knorrestein
- De Andel
- Bodegraven
- Bijleveld
- Hellevliet
- De Forten
- Bloemheuvel
- Oudenhorst
- De Buunderkamp
- 't Ginkelse Zand
- De Schaars
- Oudbroeken
- Aalburgen
- Bergh

### A13(Rijswijk-Rotterdam)
Verzorgingsplaatsen langs Rijksweg 13 (A13) zijn:
- Ruyven
- Vrijenban

### A15(Europoort-Bemmel)
Verzorgingsplaatsen langs Rijksweg 15 (A15) zijn:
- Staeldiep
- Portland
- Ridderkerk
- Alblasserdam
- Steenenhoek
- Den Bout
- Veenbult
- Molenkamp
- Eigenblok
- De Mark
- Overbroek
- Varakker
- Leigraaf

### A16(Rotterdam-Hazeldonk)
Verzorgingsplaatsen langs Rijksweg 16 (A16) zijn:
- Sandelingen
- De Zuidpunt
- Streepland
- Den Hoek
- Hazeldonk

### A17(Moerdijk-Roosendaal)
Verzorgingsplaatsen langs Rijksweg 17 (A17) zijn:
- Bazius
- 't Hol
- Keizershof

### A18(Zevenaar-Enschede)
Verzorgingsplaatsen langs Rijksweg 18 (A18/N18) zijn:
- Stille Wald
- Geulenkamp

### A20(Westerlee-Gouda)
Verzorgingsplaatsen langs Rijksweg 20 (A20) zijn:
- Rijskade
- De Vink
- Maatveld

### A27(Breda-Almere)
Verzorgingsplaatsen langs Rijksweg 27 (A27) zijn:
- Kalix Berna
- Galgeveld
- De Keizer
- Hank
- Scheiwijk
- Blommendaal
- De Knoest
- De Kroon
- Voordaan
- Nijpoort
- Eemakker
- 't Veentje

### A28(Utrecht-Groningen)
Verzorgingsplaatsen langs Rijksweg 28 (A28) zijn:
- Hooglanderveen
- Vanenburg
- Oldenaller
- Dasselaar
- Drielander
- Leuvenhorst
- Willemsbos
- Hendriksbos
- De Kraaienberg
- De Haere
- Vosbergen
- Bornheim
- 't Loo
- De Markte
- Haerst
- Dekkersland
- Lageveen
- Panjerd
- Smalhorst
- De Mussels
- Zeijerveen
- Peelerveld
- Glimmermade
- Witte Molen

### A29(Rotterdam-Dinteloord)
Verzorgingsplaatsen langs Rijksweg 29 (A29) zijn:
- Moerkerken
- Mijnsheerenland
- Oude Kreek
- Buttervliet

### A30(Ede-Barneveld)
Verzorgingsplaatsen langs Rijksweg 30 (A30) zijn:
- De Poel
- De Veenen

### A31/N31(Zurich-Drachten)
Verzorgingsplaatsen langs Rijksweg 31 (A31/N31) is:
- 't Strand
- De Mieden
- Stienkamp
- De Kreilen

### A32/N32(Meppel-Leeuwarden)
Verzorgingsplaatsen langs Rijksweg 32 (A32/N32) zijn:
- Paardeweide
- Bovenboer
- De Weeren
- Dorpshellen
- Smarpot
- Mandelân

### N33(Assen-Eemshaven)
Verzorgingsplaatsen langs Rijksweg 33 (N33) zijn:
- Baarveld
- Nijlanderveld

### A37(Hoogeveen-Meppen)
Verzorgingsplaatsen langs Rijksweg 37 (A37) zijn:
- Groote Veldblokken
- Zwinderscheveld
- Oosterveen

### A44/N44(Burgerveen-Den Haag)
Verzorgingsplaatsen langs Rijksweg 44 (A44/N44) zijn:
- Sassenheim
- Elsgeest

### A50/N50(Eindhoven-Emmeloord)
Verzorgingsplaatsen langs Rijksweg 50 (A50/N50) zijn:
- Sonse Heide
- De Gagel
- Ganzenven
- Weerbroek
- De Slenk
- De Schaars
- De Somp
- De Brink
- Kolthoorn
- Het Veen
- Zalkerbroek

### A58(Eindhoven-Vlissingen)
Verzorgingsplaatsen langs Rijksweg 58 (A58) zijn:
- Kriekampen
- Kloosters
- Brehees
- Kerkeind
- Blaak
- Leikant
- Molenheide
- Raakeind
- Lage Aard
- Hooge Aard
- Bremberg
- Liesbos
- Hoezaar
- Mastpolder
- Spuitendonk
- Wouwse Tol
- 't Scheld
- Het Rak
- Vliete
- Voetpomp
- Vliedberg
- Selnisse
- Arnemuiden

### A59/N59(Serooskerke-Oss)
Verzorgingsplaatsen langs Rijksweg 59 (A59/N59) zijn:
- De Tille
- De Fendert
- Keizershof
- Bazius
- Streepland
- Den Hoek
- Hespelaar
- Steelhoven
- Labbegat
- De Sprang
- De Lucht
- De Geffense Barrière

### A67(Turnhout-Venlo)
Verzorgingsplaatsen langs Rijksweg 67 (A67) zijn:
- Het Goor
- De Beerze
- Oeienbosch
- Meelakkers
- Oeijenbraak
- Het Gevlocht
- De Leysing
- Helenaveen
- De Slenk
- Deersels
- Reunen
- Zwartewater

### A73(Ewijk-Maasbracht)
Verzorgingsplaatsen langs Rijksweg 73 (A73) zijn:
- Lokkant
- Hondsiep
- De Wuust
- Romeinse Put
- Hoogvonderen
- Spik

### A76(Geleen-Heerlen)
Verzorgingsplaatsen langs Rijksweg 76 (A76) zijn:
- Langveld
- Tienbaan

### A200/N200(Amsterdam-Zandvoort)
Verzorgingsplaats langs Rijksweg 200 (A200/N200) is:
- De Liede

### N208(Sassenheim-Velsen)
Verzorgingsplaats langs Provinciale weg 208 (N208) is:
- Spes Nostra

### A270/N270(Eindhoven-Well)
Verzorgingsplaats langs provinciale weg 270 (A270/N270) is:
- Vaarle

### A325/N325(Beek-Arnhem)
Verzorgingsplaatsen langs provinciale weg 325 (A325/N325) zijn:
- Kempke
- Hogewei

### A348/N348(Arnhem-Ommen)
Verzorgingsplaats langs provinciale weg 348 (A348/N348) is:
- Vale Waard

## Voormalige verzorgingsplaatsen
- A1: De Haar, Elsenerveld, Friezenberg en Jool-Hul
- A2: Proostwetering, De Rooijen, Zwartehof, Heezerhut en Aalsterhut
- A4: Leiburg en Oostvliet
- A6: De Monnik
- A9: Amstelveen, Hammerstein
- A12: Mollebos, De Heul en De Roode Haan
- A15: Zeekade, Kraaienbos, De Laar, Topsweerd en Groenendijk
- A16: Krabbenbosschen en Mastbos
- A17: Kapelberg
- A20: Aalkeet
- A27: Bosberg
- A28: Holkerveen, Nunspeet-Noord en Nunspeet-Zuid
- A50: Meilanden en Kabeljauw
- A58: Krabbenbosschen, Mastbos en Sloedam
- A59: Tollenaer, Rosmalen en 't Vaerland
- A67: De Gender en De Blauwe Klei
- A79: Keelbos en Ravensbos
- A326: Rolenhof